# 상 (시호)
상은 시호에 쓰이는 글자다. 상통하지 않는 殤, 商 두 글자가 있으며, 殤은 《일주서》 〈시법해〉에서 단절불성(短折不成), 미가단절(未家短折)을 일컫는다 하고 商은 소공영민(昭功寧民)을 일컫는다 한다. 商은 실제로 쓰인 예가 없다.

## 상황제
- 후한 상제
- 당 상제
- 남한 상제 (유분)
- 남송 상제

## 상왕
- 상상왕 조삭

## 상공
- 송 상공
- 위 상공

## 상숙
- 상숙